# Championnat du Brésil de football de deuxième division 2001
Navigation
Serie B 1999 Serie B 2002
La saison 2001 de Série B est la vingt-et-unième édition du championnat du Brésil de football de deuxième division, qui constitue le deuxième échelon national du football brésilien. 

## Compétition
Cette année 28 équipes participent au championnat, en fin de saison les deux premiers sont promus en  championnat du Brésil 2002.
Au premier tour les 28 équipes sont réparties dans deux groupes se rencontrent deux fois, les quatre premiers de groupe se qualifient pour les quarts de finale, les deux derniers de chaque groupe sont reléguées en Serie C. Les deux autres équipes les moins bien classées disputent un barrage pour déterminer deux autres relégués.
Les quarts de finale se disputent sur deux matchs.
Les quatre équipes restantes se retrouvent dans un groupe où elles se rencontrent deux fois, le premier est promu en championnat du Brésil 2002 avec le vice-champion.

### Premier tour

#### Groupe A
| Rang | Équipe            | Pts | J  | G  | N  | P  | Bp | Bc | Diff |
| ---- | ----------------- | --- | -- | -- | -- | -- | -- | -- | ---- |
| 1    | Paysandu          | 47  | 26 | 12 | 11 | 3  | 44 | 26 | +18  |
| 2    | Ceará             | 41  | 26 | 12 | 5  | 9  | 50 | 36 | +14  |
| 3    | Clube Náutico     | 41  | 26 | 12 | 5  | 9  | 44 | 38 | +6   |
| 4    | CRB               | 41  | 26 | 12 | 5  | 9  | 35 | 36 | -1   |
| 5    | Fortaleza         | 40  | 26 | 11 | 7  | 8  | 40 | 24 | +16  |
| 6    | São Raimundo      | 38  | 26 | 11 | 5  | 10 | 36 | 37 | -1   |
| 7    | América (Natal)   | 38  | 26 | 9  | 11 | 6  | 32 | 30 | +2   |
| 8    | Anapolina         | 34  | 26 | 10 | 4  | 12 | 45 | 47 | -2   |
| 9    | Remo              | 32  | 26 | 9  | 5  | 12 | 33 | 39 | -6   |
| 10   | Sampaio Corrêa    | 32  | 26 | 9  | 5  | 12 | 32 | 42 | -10  |
| 11   | Sergipe P         | 32  | 26 | 8  | 8  | 10 | 38 | 41 | -3   |
| 12   | Tuna Luso P       | 30  | 26 | 8  | 6  | 12 | 36 | 45 | -9   |
| 13   | ABC               | 29  | 26 | 7  | 8  | 11 | 33 | 41 | -8   |
| 14   | Nacional (Manaus) | 25  | 26 | 6  | 7  | 13 | 30 | 47 | -17  |

| Légende : Qualifications et relégations | Légende : Qualifications et relégations     |
| --------------------------------------- | ------------------------------------------- |
|                                         | Qualification quart de finale               |
|                                         | Qualification barrage de relégation         |
|                                         | Relégation en Série C                       |
|                                         | R : Relégué de Série A P : Promu de Série C |

#### Groupe B
| Rang | Équipe                      | Pts  | J  | G  | N | P  | Bp | Bc | Diff |
| ---- | --------------------------- | ---- | -- | -- | - | -- | -- | -- | ---- |
| 1    | Caxias do Sul               | 46   | 26 | 13 | 7 | 6  | 44 | 35 | +9   |
| 2    | Figueirense                 | 42   | 26 | 13 | 3 | 10 | 50 | 38 | +12  |
| 3    | Avaí                        | 42   | 26 | 12 | 6 | 8  | 36 | 31 | +5   |
| 4    | União São João              | 41   | 26 | 11 | 8 | 7  | 45 | 31 | +14  |
| 5    | Joinville                   | 41   | 26 | 11 | 8 | 7  | 39 | 26 | +13  |
| 6    | Vila Nova                   | 37   | 26 | 12 | 1 | 13 | 43 | 44 | -1   |
| 7    | Americano                   | 37   | 26 | 11 | 4 | 11 | 32 | 36 | -4   |
| 8    | Londrina                    | 37   | 26 | 10 | 7 | 9  | 45 | 36 | +9   |
| 9    | Bragantino                  | 35   | 26 | 11 | 2 | 13 | 40 | 43 | -3   |
| 10   | XV de Novembro (Piracicaba) | 33-5 | 26 | 12 | 2 | 12 | 39 | 45 | -6   |
| 11   | Malutrom P                  | 32   | 26 | 9  | 5 | 12 | 32 | 37 | -5   |
| 12   | Criciúma                    | 30   | 26 | 8  | 6 | 12 | 35 | 40 | -5   |
| 13   | Desportiva Ferroviária      | 29   | 26 | 8  | 5 | 13 | 26 | 48 | -22  |
| 14   | Serra                       | 24   | 26 | 6  | 6 | 14 | 33 | 49 | -16  |

| Légende : Qualifications et relégations | Légende : Qualifications et relégations     |
| --------------------------------------- | ------------------------------------------- |
|                                         | Qualification quart de finale               |
|                                         | Qualification barrage de relégation         |
|                                         | Relégation en Série C                       |
|                                         | R : Relégué de Série A P : Promu de Série C |

### Quart de finale
Les équipes jouent en match aller et retour, en cas d'égalité le club avec le meilleur parcours au premier tour est qualifié pour le tour final.
| Match | Équipe 1       | Résultat | Équipe 2      | Aller | Retour |
| ----- | -------------- | -------- | ------------- | ----- | ------ |
| 1     | União São João | 0 - 0    | Paysandu      | 0 - 0 | 0 - 0  |
| 2     | Avaí           | 5 - 2    | Ceará         | 2 - 0 | 3 - 2  |
| 3     | Clube Náutico  | 3 - 3    | Figueirense   | 2 - 1 | 1 - 2  |
| 4     | CRB            | 3 - 3    | Caxias do Sul | 3 - 0 | 0 - 3  |

### Barrage de relégation
Les équipes jouent en match aller et retour.
| Match | Équipe 1  | Résultat | Équipe 2 | Aller | Retour |
| ----- | --------- | -------- | -------- | ----- | ------ |
| 1     | Tuna Luso | 1 - 2    | Malutrom | 1 - 0 | 0 - 2  |
| 2     | Criciúma  | 3 - 1    | Sergipe  | 3 - 1 | 0 - 2  |

Malutrom et Criciúma se maintiennent en Serie B.

### Tour final
| Rang | Équipe        | Pts | J | G | N | P | Bp | Bc | Diff |
| ---- | ------------- | --- | - | - | - | - | -- | -- | ---- |
| 1    | Paysandu      | 9   | 6 | 2 | 3 | 1 | 16 | 10 | +6   |
| 2    | Figueirense   | 6   | 6 | 2 | 3 | 1 | 7  | 7  | 0    |
| 3    | Caxias do Sul | 6   | 6 | 1 | 3 | 2 | 6  | 7  | -1   |
| 4    | Avaí          | 6   | 6 | 1 | 3 | 2 | 8  | 13 | -5   |

Le match Figueirense contre Caxias do Sul est interrompu après invasion du terrain par les spectateurs, le résultat était 1 à 0, mais les trois points ne seront pas donné à Figueirense.
Paysandu gagne son deuxième titre de champion de deuxième division et est promu en championnat du Brésil 2002 avec le vice-champion Figueirense.